# أبو مرقيق
قرية أبو مرقيق هي إحدى القرى التابعة لمركز مرسى مطروح في محافظة مطروح في جمهورية مصر العربية. حسب إحصاءات سنة 2018، بلغ إجمالي السكان في أبو مرقيق 3,706 نسمة، منهم 1,946 رجل و 1,760 امرأة.